# クロッペンステドティア
クロッペンステドティア（Kroppenstedtia）は、2011年9月に記載された細菌の属である。タイプ種はクロッペンステドティア・エブルネアKroppenstedtia eburnea。
タイプ種は、2008年にドイツのプラスチック試験場から発見された、好気性、グラム陽性の糸状菌である。気菌糸を形成するが、放線菌ではなく、フィルミクテス門に属している。属名は、ドイツの微生物学者、ライナー M. クロッペンシュタット（Reiner M. Kroppenstedt）への献名。タイプ種の種形容語は、コロニーの色より、象牙のを意味するラテン語形容詞、eburneaが採用されている。